# Pic sultan
Chrysocolaptes lucidus
Espèce
Statut de conservation UICN

 LC  : Préoccupation mineure
Le Pic sultan (Chrysocolaptes lucidus)  est une espèce  d'oiseaux de la famille des Picidae.

## Aire de répartition
On trouve cette espèce au Népal et en Inde, dans le sud de la Chine, en Asie du Sud-Est et au centre-est et au sud des Philippines.

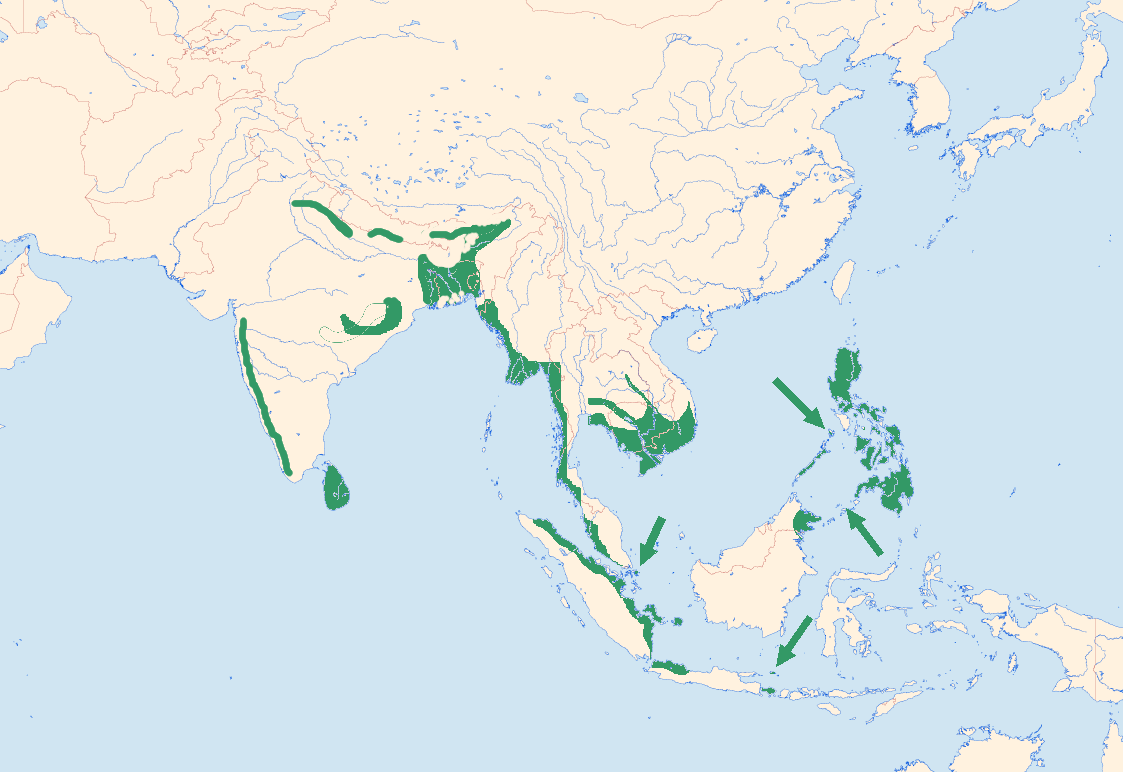

## Description
Le pic sultan mesure, comme notre pic vert (pivert), environ 30 cm. 
Il présente de remarquables dessin noir et blanc sur son cou et son ventre. Il a un long bec et une crête rouge.
Il se nourrit dans les grands arbres de chenilles, fourmis et insectes xylophages.
Son cri est soit un simple kik ou bien un caractéristique chevrotement rapide et un peu métallique : tibittitititititit ou kilkilkitkitkitkit.

## Taxinomie
sous-espèces
D'après la classification de référence (version 5.2, 2015) du Congrès ornithologique international, cette espèce est constituée des sous-espèces suivantes (ordre phylogénique) :
- Chrysocolaptes lucidus rufopunctatus Hargitt, 1889
- Chrysocolaptes lucidus montanus Ogilvie-Grant, 1905
- Chrysocolaptes lucidus lucidus (Scopoli, 1786)

Plusieurs taxons autrefois placés dans cette espèce en tant que sous-espèces ont été séparés pour former les espèces suivantes : Pic de Luçon (Chrysocolaptes haematribon), Pic à face jaune (Chrysocolaptes xanthocephalus), Pic à face rouge (Chrysocolaptes erythrocephalus), Pic de Java (Chrysocolaptes strictus), Pic de Tickell (Chrysocolaptes guttacristatus) et Pic de Ceylan (Chrysocolaptes stricklandi).